# Spermophorides sciakyi
Spermophorides sciakyi är en spindelart som först beskrevs av Carlo Pesarini 1984.  Spermophorides sciakyi ingår i släktet Spermophorides och familjen dallerspindlar.
Artens utbredningsområde är Kanarieöarna. Inga underarter finns listade i Catalogue of Life.